# Turismul în Polonia
Polonia deține un loc remarcabil în piața turismului la nivel mondial cu un număr din ce în ce mai mare  de vizitatori. Turismul în Polonia contribuie semnificativ, în ansamblu, la creșterea economiei țării. Cele mai populare orașe sunt Cracovia, Wroclaw, Gdansk, Varșovia, Poznan, Lublin, Torun și situl istoric Lagărul de exterminare Auschwitz nazist în Oświęcim. Cele mai bune destinații de agrement includ districtul Lacurilor Mazuriene, coasta Mării Baltice, Munții Tatra (cei mai înalți din lanțul muntos carpatic), Munții Sudeți și Pădurea Białowieża. Principalele oferte turistice pentru Polonia constau în vizitarea unor obiective turistice în cadrul orașelor și a unor monumente istorice situate în afara lor, turism, agroturism, drumeții pe munte și alpinism, printre altele. Polonia este a paisprezecea țară în topul celor mai vizitate țări.

## Istorie
Primii turiști în Polonia au fost pelerinii care calatoreau spre Sanctuare atât în interiorul Poloniei, cât și prin străinătate. Dezvoltarea turismului comercial a început abia în secolul al XIX-lea. Regiunile cele mai populare au fost munții, în special Munții Tatra, explorați, de exemplu, de Tytus Chałubiński. În 1873, Societatea Poloneză Tatra și, în 1909, Societatea turistica poloneză puneau bazele organizării și dezvoltării turismului. Secolul al XIX-lea a fost, de asemenea, secolul în care au apărut rapid stațiunile balneare, mai ales în Munții Sudeți, Munții Beskizi și de-a lungul coastei Mării Baltice, unele dintre ele asociindu-se, din 1910, cu Asociația poloneză de Balneologie. După ce Polonia și-a recâștigat independența în 1918, turismul polonez a explodat, fiind încurajat și de guvern. Primul operator turistic profesionist, Orbis, a fost fondat în Lvov în 1923, urmat fiind în 1937 de organizația turistică Gromoda.
După Al Doilea Război Mondial, toate organizațiile turistice au fost naționalizate de noul guvern comunist. Societatea poloneză Tatra și Societatea turistică poloneză au fost transformate în Societatea poloneză a Turismului (PTTK) și cea mai mare parte din infrastructura turistică a fost predată noului Fond al Vacanțelor Lucrătorilor (FWP). Atunci turismul a fost limitat la tările care făceau parte din CAER. Aceasta a fost epoca turismului patronată de guvern, caracterizată prin masă și turism la standarde joase.
Vacanțele pentru copii și adolescenți erau organizate de Juventur. După căderea comunismului, o mare parte din infrastructură a fost privatizată, deși multe stațiuni au fost retrogradate din cauza profitului slab. La începutul anilor 1990 au apărut mai mulți operatori turistici. Unii dintre ei și-au prelevat și întărit poziția pe piață, fiind capabili să concureze cu operatori turistici multinaționali precum TUI sau Neckermann und Reisen cu filiale în Polonia.

## Atracțiile turistice ale Poloniei
Polonia, mai ales după 1989 și odată cu aderarea la Uniunea Europeană în 2004, a devenit un loc frecvent vizitat de turiști. Cele mai multe obiective turistice din Polonia sunt legate de mediu natural, situri istorice și evenimente culturale. Acestea atrag milioane de turiști în fiecare an din întreaga lume. Potrivit datelor Institutului touristic, Polonia a fost vizitată de 15,7 milioane de turiști în 2006, și de 15 milioane de turiști în 2006.

### Mediul înconjurǎtor
Polonia are un mediu natural diversificat, fiind relativ neafectat de dezvoltarea umană. Vizitatorii sunt atrași de munți, de coastele mării, precum și de lacuri. Printre cele mai populare destinații sunt: Munții Tatra, cu cel mai înalt vârf din Polonia, vârful Rysy, și faimosul Orla Perć; Karkonosze, Table Mountains, pădurea Białowieża, Bieszczady, râul Dunajec Gorge în Pieniny, Pojezierze Mazurskie, parcul național Kampinos și multe altele.

### Clǎdiri și locuri istorice
- Lagărul de exterminare Auschwitz
- Centennial Hall în Wrocław
- Fântâna multimedia din Wrocław
- Vechiul oraș Wrocław
- Muntele Ślęża
- Bisericiile pǎcii(fǎcute din lemn) din Jawor și Świdnica
- Fortǎreața Kłodzko
- Abația Lubiąż
- Abația Grüssau
- Biserica Wang din Karpacz
- Cracovia - orașul vechi
- Mina de sare din secolul 13 din Wieliczka
- Bisericile de lemn din sudul Micii Polonii
- Mǎnǎstirea Jasna Góra din Częstochowa
- Sanctuarul din Kalwaria Zebrzydowska
- Palatul Wilanów și Vechiul oraș al Varșoviei
- Catedrala Gniezno
- Vechiul oraș Toruń
- Vechiul oraș Gdańsk
- Vechiul oraș Zamość
- Canalul Augustów
- Parcul Muskau

### Castele
- Castelul regal Wawel
- Castelul Malbork
- Castelul Książ
- Castelul Chojnik
- Castelul Czocha
- Castelul Grodziec
- Castelul Niesytno
- Castelul Krzyżtopór
- Castelul Ogrodzieniec
- Castelul Szczecin

### Evenimente culturale
- Concursul internațional de pian Frédéric Chopin
- Fesrivalul de muzica al toamnei din Varșovia
- Jazz Jamboree, Varșovia
- Festivalul internațional de muzică din Sopot
- Evenimente în Cracovia (organizate la fiecare lună)
- Festivalul bielorus de cântece și poezie în Białystok
- Open'er Festival în Gdynia
- Festivalul de film Camerimage în Bydgoszcz
- Festivalul național de muzică poloneză din Opole
- Festivalul internațional Wratislavia Cantans
- Festivalul de bună Beer din Wrocław

## Stațiunile turistice
Există zeci de stațiuni pe coasta Mării Baltice, precum insula Wolin, situate în apropiere de granița cu Germania și de pe coasta Pomeraniei. În sudul Poloniei, există stațiuni de schi și drumeții în Munții Karkonosze, care fac parte din Munții Sudeți. Karkonoosze include centrele turistice ale Karpacz și Szklarska Poręba. Alte stațiuni renumite de schi și drumeții în Munții Carpați includ: Zakopane în Munții Tatra, Szczyrk, Krynica-Zdrój, Ustroń, Wisła în Munții Beschizi sau Szczawnica și Krościenko în munți Pieniny.

## Transportul în Polonia
De la căderea comunismului, situația transportului din Polonia s-a îmbunătățit. Infrastructura turistică este acceptabilă, mai ales în orașele mari și în stațiunile turistice. Majoritatea marilor orașe poloneze dispun de aeroporturi cu servicii de conectare cu Aeroportul Internațional Frederic Chopin în Varșovia. Călătoriile intercity includ trenul PKP intercity, Przewozy Regionalne, trenuri locale (Koleje Dolnośląskie, Szybka Kolej Miejska (Tricity), Koleje Mazowieckie) și serviciile de transport cu autocarul PKS.